# Chaunoproctus sejugatus
Chaunoproctus sejugatus är en kvalsterart som först beskrevs av K. Ramani och Haq 1997.  Chaunoproctus sejugatus ingår i släktet Chaunoproctus och familjen Caloppiidae. Inga underarter finns listade i Catalogue of Life.